# 1988年カルガリーオリンピックにおける懸念と論争
本項では1988年カルガリーオリンピックにおける懸念と論争（1998ねん カルガリーオリンピック における けねん と ろんそう）について解説する。
1988年にカナダのアルバータ州、カルガリーで開催された冬季オリンピックをめぐり巻き起こった数多くの懸念や論争は、メディアにおける解説や公開討論の対象となった。

## 安全性

### イェルク・オーバーハンマーの事故死
1988年2月25日、当時47歳でオーストリア選手団のチームドクターを務めていたイェルク・オーバーハンマーが、男子アルペンスキー競技の競技中にスキー選手と衝突し、除雪機の進路に転落して死亡した。スイスのスキープレイヤー、ピルミン・ツルブリッゲンとマーティン・ハングルの2人は、チェアリフトの上からオーバーハンマーの事故現場を目撃したが、彼らのうちツルブリッゲンは競技に出場し金メダルを勝ち取った一方、ハングルはこの事故を理由にアルペンスキー競技の出場を辞退した。

### 天候
| 日付          | 最高気温 °C (°F) | 最低気温 °C (°F) | 風速冷却°C (°F) |
| ------------- | ---------------- | ---------------- | --------------- |
| 1988年2月13日 | 4.7 (40.5)       | −8.9 (16.0)      | −16.0 (3.2)     |
| 1988年2月14日 | 4.6 (40.3)       | −11.6 (11.1)     | −17.0 (1.4)     |
| 1988年2月15日 | 5.1 (41.2)       | −4.3 (24.3)      | −10.0 (14.0)    |
| 1988年2月16日 | 4.9 (40.8)       | −5.8 (21.6)      | −10.0 (14.0)    |
| 1988年2月17日 | 6.0 (42.8)       | 0.6 (33.1)       |                 |
| 1988年2月18日 | 7.5 (45.5)       | −7.1 (19.2)      | −9.0 (15.8)     |
| 1988年2月19日 | 11.2 (52.2)      | 3.8 (38.8)       |                 |
| 1988年2月20日 | 15.9 (60.6)      | 6.8 (44.2)       |                 |
| 1988年2月21日 | 11.8 (53.2)      | −1.8 (28.8)      | −9.0 (15.8)     |
| 1988年2月22日 | −0.8 (30.6)      | −10.5 (13.1)     | −16.0 (3.2)     |
| 1988年2月23日 | −0.4 (31.3)      | −14.7 (5.5)      | −21.0 (−5.8)    |
| 1988年2月24日 | 14.9 (58.8)      | −7.2 (19.0)      | −12.0 (10.4)    |
| 1988年2月25日 | 17.5 (63.5)      | 2.7 (36.9)       |                 |
| 1988年2月26日 | 18.1 (64.6)      | 1.4 (34.5)       |                 |
| 1988年2月27日 | 12.9 (55.2)      | 0.2 (32.4)       |                 |
| 1988年2月28日 | 10.8 (51.4)      | −7.7 (18.1)      | −12.0 (10.4)    |

マイナス30℃からプラス22℃という温度差により、1988年冬季オリンピックは天候状況について重大な問題を抱えることとなった。この大会では176件のイベントの開催を予定されていたが、うち30件が天候状況を理由として日程・時間が変更された。ナキスカで開催予定であった男子滑降は、160 km/hものチヌーク（フェーン風）によって一日延期された。女子滑降も同様の措置がとられた。カナダ・オリンピック・パーク（COP）の北面に設営されたスキージャンプ会場もまた上述のチヌークに見舞われ、ラージヒル競技は四度にわたって延期された。影響はノルディック複合競技にも及び、同競技のスキージャンプは延期を余儀なくされた。本大会では、オリンピック史上初めてスキージャンプとノルディック複合が同日に開催された。
人工冷却の活用にもかかわらず、この高温によりボブスレー競技とリュージュ競技のうちいくつかの競技が延期となった。ボブスレー競技男子2人乗りでは、チヌークによって砂埃がレースコース上に堆積してしまい、後半に出場した選手らの速度は明らかに速かった。ソ連のチームは、優勝候補の東ドイツチームを相手に予想外の逆転勝利を収め、金メダルを獲得した。
1988年2月26日、カルガリーの最高気温は18.1℃に達し、同日の記録としては調査開始以来最高の気温を記録した。

## ドーピング
同大会の薬物検査研究所は、フットヒルズ病院に設置され、1987年12月にIOC医学委員会から認定を受けた。大会期間中、合計428の尿サンプルに対して禁止薬物の検査が行われ、1名の選手がテストステロンに陽性反応を示し、5つのサンプルから検出から逃れることを意図した対照試料が検出された。薬物検査研究所は、精神刺激薬・オピオイド・アナボリックステロイド・交感神経β受容体遮断薬・利尿薬の5種類と、マスキング剤であるプロベネシドについての検査をおこなった。

### アイスホッケー
ポーランドのアイスホッケー選手、ヤロスワフ・モラヴィエツキは大会中、禁止薬物であるテストステロンの検査で陽性となった。24歳でセンターを務めるモラヴィエツキは、当時のポーランド最高の選手と考えられていたが、フランス相手に6-2で勝利したあとに行われた無作為の検査において、許容範囲を超えるテストステロンが検出された。ポーランドチームのコーチ、レシェク・レイチクは、モラヴィエツキは政治的な理由で意図的に薬物を投与されたのだと主張した。
国際アイスホッケー連盟（IIHF）はモラヴィエツキに対し18ヵ月の出場資格停止処分を下し、ポーランドの対フランス戦勝利を取り消した。ポーランドは最終的にグループAの順位を6チーム中5位で終えた。

### ノルディック・スキー
カルガリーオリンピック開催前、アメリカ合衆国のノルディック複合選手、ケリー・リンチが、1987年FISノルディックスキー世界選手権大会の15km個人戦で2位を獲得する以前に、コーチであるジム・ペイジの指導の下で違法な輸血を受けたことを認めた。国際スキー連盟はその後、リンチに対し、1988年の本大会を含め2年間の出場資格停止処分を下した。同大会中、カナダのノルディック・スキーのコーチ、マーティン・ホールが、ソビエト連邦チームの快挙は血液ドーピングを行ったからであると主張した。その後、フィンランド・ノルウェー・スウェーデンの3カ国のスキー連盟は、今後のノルディックスキー競技において血液ドーピング検査を実施するよう要求した。

## 組織

### チケット販売
大会開催に近づくにつれ、組織委員会のチケット販売に関するスキャンダルや騒動があいつぎ、世論の怒りを買う結果となった。チケットの需要は高く、初日のイベントのチケットは1年前に完売するありさまであった。当初、組織委員会は、カルガリーの近隣住民に対して、全チケットのうち「オリンピック関係者」枠、すなわちIOC関係者やスポンサー向けのチケットは全体の10%以内に留めると約束したが、委員会は後に、目玉競技のチケットのうち50%が「オリンピック関係者」枠であったことを認めるに至った。当時のカルガリー市長ラルフ・クラインから後日「クローズド・ショップ」を経営していると言われるほど強い批判をうけた組織委員会であったが、同委員会は、IOC関係者やスポンサーに優先的にチケットを供給する義務についての適切な説明・公報を怠ったことを認めている。
組織側は、スポンサー枠の削減を検討するよう彼らに求めたうえで、150万ドルを投じてスコシアバンク・サドルドームの観客席を2,600人分増設するほか、スキージャンプ、アルペンスキー、開閉会式の収容人数を増やすことで、世間の懸念に対応しようとした。組織側はまた、カルガリー大会のチケットを、当時最多の190万枚販売するという声明を出した。これは、サラエヴォ大会やレークプラシッド大会の約3倍であった。全体のチケットのうち、79%がカルガリー市民に、21%がスポンサーならびにVIP向けに割り当てられた。カルガリー大会開会時点での売上は140万枚におよび、直前の冬季オリンピック3大会を合わせた販売数を上回った。カルガリーオリンピック組織委員会は、同大会の最終報告において、詐欺疑惑・オリンピック関係者によるプレミアチケットの大量要求・意思疎通の不足などが重なったことにより、チケット販売プロセスに対する世間の反応が悪化したことを認めた。
これら一連のできごとに先行して、同大会のチケットマネージャーはアメリカ人に対しカナダドルではなくアメリカドルで支払うよう求める内容に書き換えたチケット請求書を送り、返送先を組織委員会の事務所宛てではなく自身の会社宛てとしたため、窃盗と詐欺で告発されている。アメリカドルはカナダドルより40セント高く取引されていたため、為替換算により予想される金額を大幅に上回る収益となっていた。チケットマネージャーは、クレジットカード会社のVisaに責任があるとした上で自身がスケープゴートにされたとする主張によって無実を訴えたが、詐欺・窃盗・偽造の罪で有罪判決を受け、5年の禁固刑を言い渡された。
その他の計画や流通に関する問題も、カルガリーオリンピック会期中のチケット販売を悩ますこととなった。同大会では、個人が証明付き小切手を郵送してチケットを購入できるようにする切り取り広告を、カナダの主要新聞27紙（370万枚）および他の国際紙（80万枚）に掲載するという、積極的な販売戦略がおこなわれた。結果として、チケットに対する需要は大きく高まったが、同大会のチケット部門側はこれに対応する準備を整えていなかった。一般の認識では、「先着順」のチケット購入方法であれば、用紙が発売された当日に小切手を郵送した人が最初にチケットを購入できる、いわゆる先着順であった。しかしながら、カナダ郵便公社はそれぞれの手紙に投函日を記載しておらず、チケット部門も郵便物を800通ごとに大きな箱に入れ、コンピューターによる抽選で無作為に開封するという方法をとっていた。この未処理により、購入者注文の通知は1986年11月30日から1986年12月31日まで1ヶ月遅れることとなった。1987年2月、チケット販売情報について2度目の告知が発表され、チケットの在庫がまだあることについてと、それまでの販売分に50パーセントが割り当てられたことについての告知が行われた。また、1987年5月には3度目のチケット販売情報の告知が行われた。
いくつかの団体には、事前に割り当てられたチケットが配布された。チルドレンズ・チケット・ファンドは、合計1万2088枚のチケットを、アルバータ州とブリティッシュ・コロンビア州東部にある子どもたちを対象とした機関やコミュニティーに配布した。

## 抗議

### ルビコン・レイク・バンドによる抗議
アルバータ州北部のクリー・ファースト・ネーションのひとつ、ルビコン・レイク・バンドは、カナダ連邦政府による虐待的な扱いに対する抗議として、カルガリー冬季オリンピックの一部競技について組織的にボイコットすることを決定した。カナダ政府は、1940年、ルビコン・クリー族に居留地の設定を約束したが、これが実現することはなかった。
カルガリーオリンピック委員会は、大会中の1988年1月14日から3月1日を会期として、1300万カナダドルを予算とし、600以上の展覧会が開催されるオリンピック・アート・フェスティバルを企画した。抗議者たちはこれらの展覧会のうち、世界中のコレクションから集められた6,000点以上のカナダ先住民やそれ以外の遺した工芸品の展示を目的とした、グレンボウ美術館開催でシェル・カナダ社後援の「The Spirt Sings: Artistic Traditions of Canada's First Peoples」での抗議活動に注力した。カルガリーオリンピック会長のフランク・キングにとって、同展覧会はアート・フェスティバルのいわば「フラグシップ」であった。「The Spirit Sings」は、ヨーロッパのパブリック・コレクションおよび個人蔵のコレクションから、カナダの学者にとって「失われた」と考えられていた数多くの先住民族の民族誌に関する資料をカナダへと持ち帰り、展示することを目的としていた。同展のチケット売上枚数は、カルガリーでの5週間の会期で12万6000枚を超えた。
ルビコン・クリー族は1980年代初頭から、自分たちの政治的目標や州政府や連邦政府による過去の施策・待遇について公な議論を始め、彼らの窮状を論じた記事がカナダの日刊紙『グローブ・アンド・メール』紙やアメリカ合衆国の日刊紙『ニューヨーク・タイムズ』紙に掲載され、国内外における耳目を集めるようになっていた。ルビコン・クリー族のボイコットは、1986年、シェル・カナダ社が「The Spirit Sings」のスポンサーになることが発表されたことで始まった。同族のリーダーであるレナーソンやオミナヤックらは、「The Spirit Sings」への出展に望ましい資料を保有しているヨーロッパの各博物館に対し、展示物を貸し出さないよう説得をおこなう広報活動を開始し、この動きについてファースト・ネーション会議やアルバータ・インディアン協会、アルバータ・メティス協会、クリー族評議会といった他の先住民組織からも支持を受けた。このボイコット運動はある程度成功を収め、ニューヨークの国立アメリカ・インディアン博物館を含む、29の海外の博物館が「The Spirit Sings」への関与を取りやめた。ケベック州での聖火リレーでは、700人のモホーク族が沿道で抗議した。

#### オリンピック側の報告書
- Calgary Olympic Development Association (1981) (English, French). Calgary, Canada (Candidature File). Calgary: Calgary Olympic Development Association

- OCO'88 (1988) (English, French), XV Olympic Winter Games: Official Report, XV Olympic Winter Games Organizing Committee, ISBN 0-921060-26-2

#### 書籍
- Archibald, Samantha L. (1995). Contested Heritage: An Analysis of he Discourse on The Spirit Sings (M.A.). University of Lethbridge. hdl:10133/27。
- Findling, John E.; Pelle, Kimberly D., eds (1996). Historical dictionary of the modern Olympic movement. Westport, Conn.: Greenwood Press. ISBN 0-313-28477-6
- King, Frank W. (1991). It's how you play the game : the inside story of the Calgary Olympics. Calgary: Script, the Writers' Group. ISBN 978-0-9694287-5-6
- Wallechinsky, David; Loucky, Jaime (2009). The complete book of the Winter Olympics (2010 ed.). London: Aurum. ISBN 978-1-84513-491-4
- Chan, S C; Torok-Both, G A; Billay, D M; Przybylski, P S; Gradeen, C Y; Pap, K M; Petruzelka, J (1 July 1991). “Drug analysis at the 1988 Olympic Winter Games in Calgary”. Clinical Chemistry 37 (7):  1289–1296. doi:10.1093/clinchem/37.7.1289. ISSN 0009-9147. PMID 1677317.